# Maying, Shaanxi
Maying är en köpinghuvudort i Kina. Den ligger i provinsen Shaanxi, i den nordvästra delen av landet, omkring 150 kilometer väster om provinshuvudstaden Xi'an. Antalet invånare är 56 854. Befolkningen består av 27 303 kvinnor och 29 551 män. Barn under 15 år utgör 14,0 %, vuxna 15-64 år 78 %, och äldre över 65 år 6,0 %.
Runt Maying är det ganska glesbefolkat, med 43 invånare per kvadratkilometer. Närmaste större samhälle är Guozhen, 12,2 km öster om Maying. I omgivningarna runt Maying växer i huvudsak blandskog.
Genomsnittlig årsnederbörd är 754 millimeter. Den regnigaste månaden är september, med i genomsnitt 159 mm nederbörd, och den torraste är december, med 2 mm nederbörd.